# Seniorat koszycki
Seniorat koszycki (słow. Košický seniorát) – jeden z senioratów Dystryktu Wschodniego Kościoła Ewangelickiego Wyznania Augsburskiego na Słowacji z siedzibą w Vyšnej Kamenicy. Na seniorat składają się 10 zborów z 8386 członkami.
W jego skład wchodzą zbory: Budimír, Gelnica, Koszyce, Koszyce-Terasa, Mníšek nad Hnilcom, Obišovce, Opiná, Rankovce, Švedlár, Vyšná Kamenica.

## Historia
Seniorat koszycki powstał w 1953 roku wskutek reorganizacji Kościoła Ewangelickiego Wyznania Augsburskiego na Słowacji na bazie senioratu abranovo-zemplińskiego ze zborami w Koszycach, Vyšnej Kamenicy i Rankovcach, a także przyłączone zostają do niego zbory Budimír, Obišovce, Opiná z senioratu szaryskiego oraz Gelnica, Krompachy, Mníšek nad Hnilcom i Švedlár z senioratu spiskiego. Na konwencie ustanawiającym seniorat koszycki prezydenturę nad nim powierzono seniorowi Dušanowu Cesnakowi, a intendentem został Ján Haško. Większość konwentów odbywała się w Koszycach z powodów praktycznych i transportowych, ale zbory senioratu były zawsze chętne do organizacji konwentów.
Po seniorze Dušanie Cesnakovi z Koszyc w roku 1957 urząd objął Adolf Kevický z Budimíra, który zasiadał na nim do 1980 roku, kiedy senioratem administrować zaczął Darius Konček z Rankoviec. W następnym roku urząd seniora przypadł Ladislavowi Fričovskiemu z Obišoviec. Jego następcą w 1994 roku został Igor Mišina z Rankoviec, w latach 2000–2006 seniorem był Samuel Linkesch z Koszyc, a od roku 2006 pozostaje nim Ján Hruška z Vyšnej Kamenicy.

## Edukacja
Na terenie senioratu działalność prowadzą dwa ewangelickie przedszkola w Koszycach, Ewangelicki Zespół Szkół w Červenicy i ewangelickie Gimnazjum J. A. Komeńskiego w Koszycach.